# Astarte (banda)
Astarte fue una banda griega de black metal, formada en 1995 y que se desintegró en 2014. En sus inicios fue llamada Lloth, tuvo varios cambios de formación, quedando como único miembro permanente su vocalista Tristessa.

## Biografía
Empezaron su andadura como un trío llamado Lloth que nació en septiembre de 1995, y que inicialmente estaba conformado por Tristessa, quien será el núcleo de Astarte desde entonces y único miembro permanente, Nemesis a la guitarra, Kinthia y Psychoslaughter colaborando a la batería de sesión (como sucede en muchos grupos femeninos)
En mayo de 1997 grabaron la demo Dancing In The Dark Lakes Of Evil bajo el nombre de Lloth, ocho temas que se agrupan en media hora, publicada como casete. En 1998 cambian de nombre, de Lloth a Astarté, y fichan por el sello griego Black Lotus.
Ya habiendo adoptado el nombre de la diosa fenicia de la madre naturaleza, guerra y fertilidad, entraron en el estudio para grabar su primera obra Doomed Dark Years, que les proporcionó un nombre en la escena black metal, en la que entraron de lleno con su estética y música oscura.
Con una duración de 50 minutos, contiene una historia conceptual de tres partes llamada “Thorns Of Charon”, dedicada a la diosa que les da nombre.
Pero ambos aspectos fueron variando disco a disco y ya en Rise From Within abandonaron la estética puramente black y su música se tornó más compleja, melódica y técnica, abarcando más estilos tales como el death metal y el thrash metal.
Quod Superius, Sicut Inferius se grabó en 2002 en los estudios Praxis, y presentado en edición limitada seguía la línea melódica del anterior.
Tras participar en un álbum de tributo a Celtic Frost con el tema Sorrows Of The Moon, Astarte se disuelve siguiendo Tristessa como única integrante.
La vocalista/bajista reúne a dos instrumentistas más, Katharsis (teclados) e Hybris (guitarras). Tras firmar con Avantgarde Records graban el nuevo álbum Sirens, presentado en abril del 2004. En este álbum colabora Shagrath de Dimmu Borgir con las voces en la canción The Ring (Of Sorrow) y Sakis de Rotting Christ en Oceanus Procellerum.
En Demonized el sonido del grupo mantiene la base black aunque tiene algunos toques de death, prolongados en su nuevo álbum Demonized, un álbum que se compone catorce temas, y cuenta con la colaboración de invitados como Attila Csihar (Mayhem), Henri TSK Sattler (God Dethroned) y Angela Gossow (Arch Enemy).
El 10 de agosto de 2014 se da la noticia de que Tristessa falleció a causa de la leucemia.

## Miembros

### Actuales
- Maria "Tristessa" Kolokouri ― Voz, bajo, guitarra (1997 ― 2014 fallecida debido a complicaciones por leucemia )
- Derketa ― Teclados (2008 ― actualidad)
- Hybris ― Guitarra (2003 ― actualidad)
- Ice ― Batería (2003 ― actualidad)
- Lycon ― Guitarra, bajo (sesión)

### Anteriores
- Kinthia ― Voz, guitarra, teclados (1997 ― 2003)
- Nemesis ― Guitarra, teclados (1997 ― 2003)
- Katharsis ― Teclados (2003 ― 2008)
- Psychoslaughter “Aithir” ― Batería de sesión (1998 ― 2002)
- Iraklis ― Batería
- Ivar ― Batería

## Discografía
- 1998 ― Doomed Dark Years
- 2000 ― Rise from Within
- 2002 ― Quod Superius Sicut Inferius
- 2004 ― Sirens
- 2007 ― Demonized